# Giuseppe Martino
Giuseppe Martino (Ceglie del Campo, 20 febbraio 1851 – Roma, 29 dicembre 1933) è stato un magistrato e politico italiano.

## Biografia
In magistratura dal 1872, aggiunto giudiziario a Napoli, Rieti e Firenze, è stato giudice a Lagonegro, Arezzo, Salerno, Volterra e Macerata, consigliere di corte d'appello a L'Aquila, Ancona, Cagliari, Trani e Napoli, primo presidente della Corte di appello di Catania, avvocato generale presso la Corte di cassazione di Roma, presidente di sezione della Corte di cassazione di Roma, presidente del Tribunale superiore delle acque pubbliche, primo presidente della Corte di cassazione di Palermo. Nominato senatore a vita nel 1920.